# Csontfalu
Csontfalu (1899-ig Csencic, szlovákul: Čenčice, németül: Zunkendorf) Szepesjánosfalva településrésze, egykor önálló falu Szlovákiában, az Eperjesi kerületben, a Poprádi járásban.

## Fekvése
Poprádtól 12 km-re délkeletre, Szepesjánosfalva központjától 2 km-re északkeletre fekszik.

## Története
1274-ben „Chunta” néven említik először. Egykori birtokosáról: Csantáról kapta a nevét.
A 18. század végén Vályi András így ír róla: „CSENCSITZ. Csencsitze, Zuckendorf. Német, és tót falu Szepes Vármegyében, birtokosa Mertz Uraság, fekszik Csötörtök Falvának szomszédságában, ámbár határjának három negyed része bő termékenységű, legelője is elegendő, de mivel határjának egy negyed része soványos, és fája is szűken van, a’ második Osztályba tétettetett.”
Fényes Elek 1851-ben kiadott geográfiai szótárában így ír a faluról: „Csencsics, tót falu, Szepes vármegyében, Csötörtökhely fiókja: 100 kath., 2 evang. lak. F. u. Mercz, Horánszky, Vitalis, s m. Ut. p. Lőcse.”
1910-ben 186, túlnyomórészt szlovák lakosa volt. Az első világháború idején csatolták Mahálfalvához. A trianoni diktátumig területe Szepes vármegye Lőcsei járásához tartozott.

## Nevezetessége
- Szent István király plébániatemplom

## Lásd még
- Mahálfalva
- Szepesjánosfalva